# ヴィルヘルム・ヒス (1831年生)
ヴィルヘルム・ヒス（Wilhelm His、1831年7月9日 - 1904年5月1日）は、スイスの解剖学者、教授。ミクロトームを発明した。科学者らは、動物の肉を酸と塩で処理して硬化させ、ミクロトームで非常に薄くスライスすることで、顕微鏡で組織や細胞の構成や機能をさらに研究できるようになった。

## 経歴
貴族の家系に生まれ、バーゼル、ベルリン（ヨハネス・ペーター・ミュラーやロベルト・レーマクの元で）、ヴュルツブルク（ルドルフ・・フィルヒョウやアルベルト・フォン・ケリカーの元で）、ベルン、ウィーン、パリで医学を学んだ。1854年に博士号を取得し、1856年にバーゼルでハビリテーション（高等博士号）を取得した。
1857年、26歳のときにバーゼル大学で解剖学と生理学の教授となった。1872年にライプツィヒ大学の教授になる連絡を受けた。
内皮という言葉を導入し、それ以前は上皮と一緒にされていたこれらの内膜を区別し、発達中の胚葉との関係についての理解を深めた。

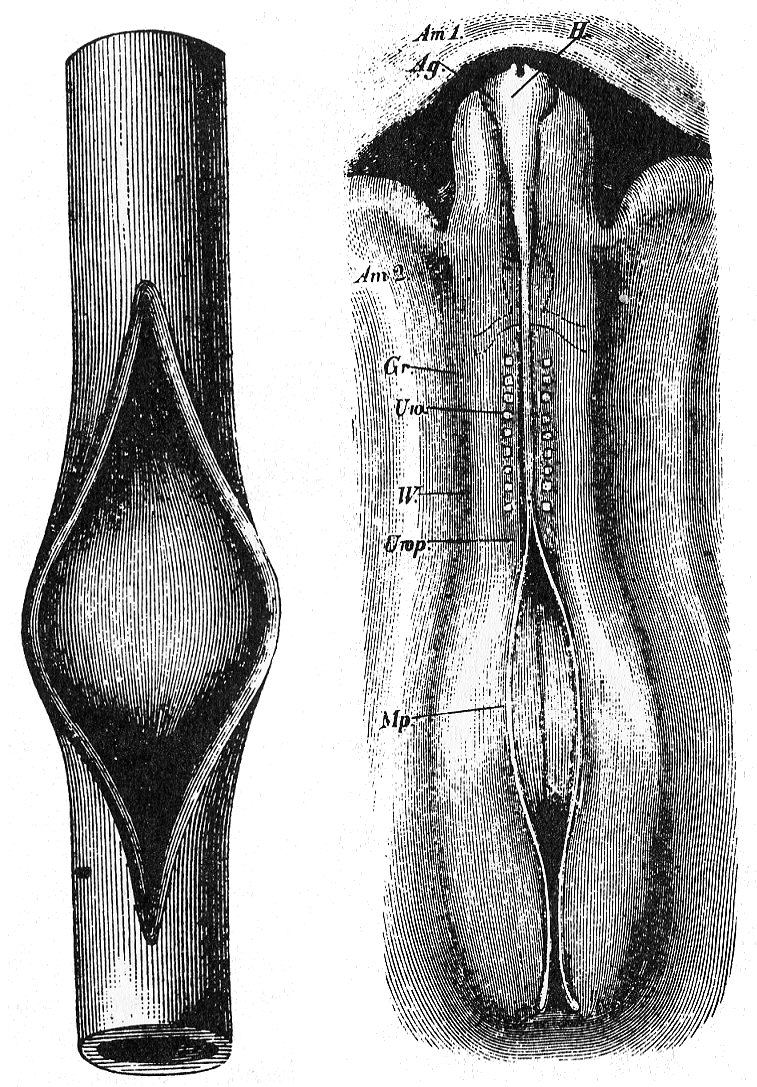
ニワトリの胚をスリットゴム管と比較したヒスによる図（1874年）。ヘッケルとは反対に、ある部分が別の部分より大きくなると、構造の形状が機械的に決定されると主張した。

特にソフト遺伝質（ラマルキズム）のあらゆる形態を否定した。彼による一節によると（元はドイツ語）「それが論駁されるまで、私は個人的な生涯の間に獲得された形質は遺伝できないという声明を支持する」。この一節は1874年の著書 Unsere Körperform und das physiologische Problem ihrer Entstehung （われわれの体の形とその発達の生理学的問題）に由来する。これが歴史的に重要となったのは、アウグスト・ヴァイスマンが同様の発言をした1883年からであったという。
反復説の発展の正当化と、のちに菱脳唇と呼ばれる発達中の脊椎動物の後脳内の胚帯の特定に使用された、エルンスト・ヘッケルによる胚の図の信憑性に異議を唱えたことも知られている。
1879年から1886年の間に、2週間から8.5週間までの発達での12個のヒトの胚を集めた神経系の発達に関する画期的な研究を行った。例えば、指への神経の発育の進行を観察している。
1892年にスウェーデン王立科学アカデミーの会員に選出された。
1895年までに、ライプツィヒ大学の解剖学教授であったとき、死体の頭の顔の組織の深さを正確に測定し、頭蓋骨からバッハの顔の3次元再構成を発表した。初めに、針を死体の組織に押し込んだときに針の上に乗る小さなゴム片を有する細い針を使用して、組織の深さのデータを収集した。針は骨に対して直角に配置され、その点が骨に触れるまで組織に押し込まれた。ゴムの変位は、自殺した24人の男性と4人の女性と消耗症で死去した9人の男性の15の特定の場所について測定および記録された。
同名の医師、循環器学者のヴィルヘルム・ヒスは息子である。

## レファレンス
- Wendler D, Rother P (December 1982). “[Wilhelm His Senior--the life and work of the important Leipzig morphologist]” (ドイツ語). Zeitschrift für die gesamte innere Medizin und ihre Grenzgebiete 37 (23):  810–3. PMID 6761987.
- Peipert JF, Roberts CS (April 1986). “Wilhelm His Sr.'s finding of Johann Sebastian Bach”. The American Journal of Cardiology 57 (11):  1002. doi:10.1016/0002-9149(86)90749-6. PMID 3515894.
- Chapnitskaia RA, Detlaf TA (1993). “[Wilhelm His (the elder)]” (ロシア語). Ontogenez 24 (3):  103–10. PMID 8355958.
- “[Wilhelm His, the anatomist: 1831-1904]” (ハンガリー語). Orvosi Hetilap 122 (40):  2485–8. (October 1981). PMID 7033877.
- “Wilhelm His Sr. (1831–1904) — embryologist and anatomist”. JAMA 187:  58. (January 1964). doi:10.1001/jama.1964.03060140064022. PMID 14071882.